# Bubblegum (kauwgom)

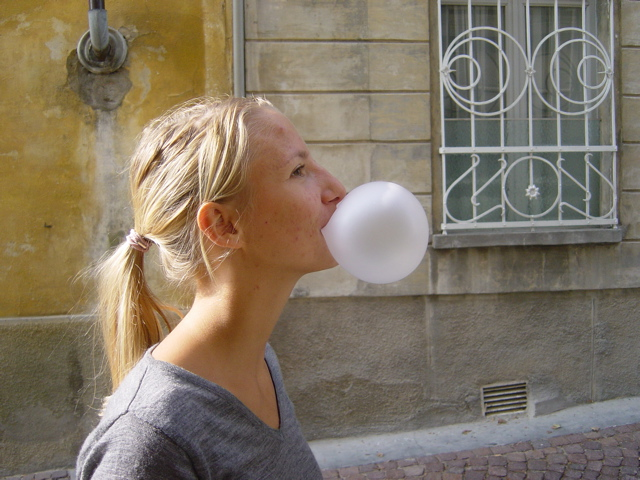
Een bubblegumluchtbel

Bubblegum is een kauwgomtype waarmee men een grote luchtbel uit de mond kan blazen.

## Geschiedenis
Bubblegum werd in 1928 uitgevonden door Walter Diemer (1904–1998). Hoewel hij als accountant werkte bij het Amerikaanse kauwgombedrijf Fleer in Philadelphia, experimenteerde hij zelf ook hobbymatig met het maken van kauwgom. Hij creëerde een kauwgomtype dat minder plakkerig is en gemakkelijker uitrekt. Dit kauwgomtype werd zeer succesvol en kreeg de naam Dubble Bubble, wat de eerste bubblegum betrof die ooit op de markt verscheen.

## Wereldrecords
In 1996 vestigde Susan Montgomery Williams een wereldrecord in Guinness Book of Records voor de grootste bubblegumluchtbel ooit geblazen. Haar luchtbel had een diameter van 58,4 cm. 
Guinness Book of Records vermeld tevens een wereldrecord voor de grootst geblazen bubblegumluchtbel zonder handen te gebruiken. Het laatstgenoemde record staat op naam van Chad Fell; hij blies in 2004 een bel met een diameter van 50,8 cm.